# .aw
.aw je vrhovna internetska domena (country code top-level domain - ccTLD) za Arubu. Domenom upravlja SETAR.

## Vanjske poveznice
- IANA .aw whois informacija  Arhivirana inačica izvorne stranice od 23. listopada 2007. (Wayback Machine)